# Wyszetrop
Wyszetrop – staropolskie imię męskie, złożone z dwóch członów: Wysze- ("wyższy, ceniony ponad wszystko, stawiany ponad innymi") i -trop ("nękać, męczyć, dręczyć"). 
Wyszetrop imieniny obchodzi 21 lutego.